# Seewart-Medaille

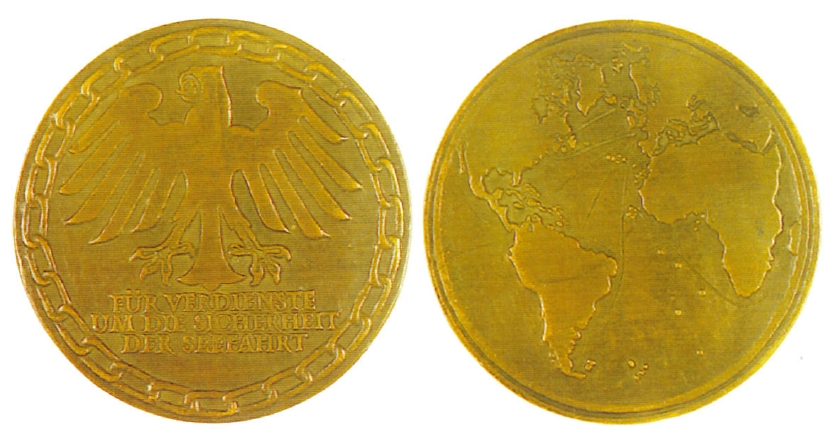
Avers und Revers der Seewart-Medaille ab 1965

Die Seewart-Medaille war zunächst eine Auszeichnung des Deutschen Kaiserreiches, welche anlässlich der Einweihung des Dienstgebäudes der Deutschen Seewarte in Hamburg durch Kaiser Wilhelm I am 14. September 1881 in zwei Stufen gestiftet wurde. Von 1933 bis 1945 fungierte sie als eine staatliche Auszeichnung des Deutschen Reiches als nichttragbare Auszeichnung der Luftwaffe. Bis zum Jahr 1942 wurde die Medaille mehr als 500 Mal vergeben.
Am 24. März 1964 wurde die Seewart-Medaille in der Bundesrepublik Deutschland durch den Bundesverkehrsminister Hans-Christoph Seebohm anlässlich der Indienststellung des Forschungsschiffes Meteor erneut in zwei Stufen gestiftet. Mit ihr sollen besondere Verdienste um die Schifffahrt und das Meer gewürdigt werden. Seitdem wird sie alle drei Jahre an verdienstvolle Persönlichkeiten vergeben, von 1964 bis 2006 insgesamt 75 mal.

## Verleihungsbedingungen
Die Verleihung der Medaille erfolgte in der Anfangszeit überwiegend an Seeleute, für ehrenamtliche Beobachtungs- und Berichtstätigkeiten. Heute dient sie der Würdigung für herausragende Leistungen um Schifffahrt und Meer. Sie ist dabei die einzige maritime Auszeichnung der BRD.

## Doppelnatur in der Verleihungspraxis
Nach Ende des Ersten Weltkrieges wurde die Deutsche Seewarte 1919 aufgelöst und dem Reichsverkehrsministerium als Abteilung unterstellt. Das Reichsverkehrsministerium wurde mit Wirkung vom 1. April 1934 dem Reichsluftfahrtministerium unterstellt, wobei zeitgleich die zwei Fachreferate Nautik und Hydrographie der Seewarte in Hamburg fachlich der Kriegsmarine unterstellt wurden. Aufgrund dieser so geschaffenen Doppelnatur des Reichsluftfahrtministeriums, auf der einen Seite als Wehrmachtsbehörde für die Schifffahrt, als auch für die Luftfahrt, konnte die Seewart-Medaille daher sowohl an Angehörige der Luftwaffe, wie auch an Angehörige der Kriegsmarine durch den Oberbefehlshaber der Kriegsmarine, verliehen werden. Somit war die Deutsche Seewarte auf der einen Seite unverzichtbares Instrument der Luftwaffe und auf der anderen Seite auch Instrument der Kriegsmarine. Aus dieser Unterstützung, gewann die Deutsche Seewarte in den Jahren 1875 bis 1945 viele wichtige Informationen für Seegebiete, die noch nicht ausreichend erforscht waren.

## Aussehen 1881–1945
Die bronzene oder silberne Medaille mit einem Durchmesser von 57 mm zeigt auf ihrem Avers eine allegorische Darstellung in Form einer sitzenden Frau, die etwas auf ein Stück Pergament schreibt. Um die Frau herum sind ein Merkurstab, ein Kompass, ein Sextant, ein Anker, ein Globus, Bücher und ein unbekannter Stab zu sehen. Im Hintergrund der Frau ist das aufgewühlte Meer dargestellt, auf dem rechts ein Viermaster zu sehen ist und links eine Wasserhose mit einem Blitz, der aus einem bewölkten Himmel mit Sonnenstrahlen niederschlägt. Das Revers zeigt hingegen das 1881 eingeweihte Gebäude der Seewarte, welches heute nicht mehr existiert. Darunter die dreizeilige Inschrift: GESTIFTET AM TAG DER / EINWEIHUNG / D. 14.SEPT.1881 Überreicht wurde die Medaille dem Beliehenen mit einer Verleihungsurkunde im Format DIN A4. Eine Medaille mit angepasstem Aussehen, hat es zwischen 1935 und 1945 nicht gegeben.

## Aussehen ab 1964
Die bronzene oder silberne Medaille hat einen Durchmesser von 92 mm und zeigt auf ihrem Avers innerhalb einer geschlossenen Ankerkette den Bundesadler sowie die darunter dreizeilige Inschrift: FÜR VERDIENSTE / UM DIE SICHERHEIT / DER SEESCHIFFAHRT. Das Revers der Medaille zeigt die Darstellung des Atlantiks sowie des Pazifiks mit den angedeuteten wichtigsten Handelsrouten der Seeschifffahrt.

## Preisträger (Auswahl)

### 1881 bis 1945
- Kapitän Alfred Kottas am 1. Mai 1940 durch Generaloberst Erhard Milch als Kapitän der Schwabenland im Zuge der Deutschen Antarktischen Expedition 1938/39.

### Preisträger seit 1964
1966
- Martin Berger (Silber)

1990
- Werner Muschkeit, Fischdampferkapitän und Reedereiinspektor

1998
- Peter Tamm, Journalist

2000
- Hans-Hermann Diestel, Kapitän, für sein Engagement für die Schiffssicherheit

2003
- Petre Trenkner, Professor für maritime Kommunikation für seine Lehr- und Forschungstätigkeit auf dem Gebiet der englischsprachigen Kommunikation auf See
- Klaus Firnhaber, Kapitän und ehemaliger Vorsitzender der Bundeslotsenkammer u. a. für den Einsatz zur Verbesserung des Seelotswesens
- Ullrich Kemmelmeier, Kapitän, für sein außerordentliches Engagement für die Weiterentwicklung der seemännischen Ausbildung beim Verband Deutscher Reeder

2006
- Harald Benke, Direktor des Deutschen Meeresmuseums in Stralsund für die Schaffung einer Schnittstelle zwischen Wissenschaft und Wissensvermittlung
- Wolfgang Baumeier, Universitätsarzt aus Lübeck für sein Engagement für neue Behandlungsmethoden zur Rettung Schiffbrüchiger
- Hermann-Georg Saßmannshausen, Kapitän des Schiffes Barbara, das eine wichtige Informationsquelle für aktuelle Temperaturmessungen in Nord- und Ostsee ist